# Presbyterianische Kirche von Ostafrika
Die Presbyterianische Kirche von Ostafrika (Presbyterian Church of East Africa, Abkürzung: PCEA) ist eine protestantische Kirche in Kenia. Die Mitgliederzahl wird vom Ökumenischen Rat der Kirchen mit 4 Millionen, von der Adressdatenbank des Reformierten Bundes mit 3 Millionen angegeben.

## Geschichte
Die PCEA geht auf die Missionsarbeit der Church of Scotland zurück. 1891 luden die Direktoren der Imperial British East Africa Company Missionare nach Kenia ein, die eine Missionsstation in Kibwezi gründeten (etwa 250 km entfernt von Mombasa), im Gebiet der Ethnien Kamba und Maasai. 1898 wurde die Station nach Kikuyu verlegt. 1902 kamen Missionare der amerikanischen Gospel Missionary Society nach Kambui; beide Missionsgesellschaften kooperierten, so dass 1945 die Presbyterianische Kirche von Ostafrika gegründet wurde.
In den 1920er Jahren kam es zu Kontroversen wegen der Beschneidung von Mädchen. Einige Mitglieder hielten sie aus medizinischen Gründen für falsch und forderten die Kirche auf, für ein Verbot einzutreten. Andere meinten, dies sei kein religiöses Thema, trennten sich organisatorisch und errichteten eigene Kirchen und Schulen.
Seit 1908 betreute die schottische Mission auch Schotten, die als Siedler in Kenia lebten oder in der Kolonialverwaltung arbeiteten, so dass es zwei parallele Organisationen für Europäer und Afrikaner gab, die sich 1935 trennten, aber 1956 fusionierten.
Die PCEA betrieb das erste Krankenhaus Kenias und hat seitdem eine wichtige Rolle in der medizinischen Versorgung des Landes. Sie betreibt heute Krankenhäuser in Kikuyu, Meru und Nyeri, zahlreiche Schulen und Bildungseinrichtungen, die Presbyterian University of East Africa sowie mehrere Hotels.
Ende 2019 wurde in den Medien von Konflikten in der Kirche berichtet, deren medizinische und Bildungseinrichtungen in finanziellen Schwierigkeiten seien. Vor den 2020 anstehenden Kirchenwahlen baue der amtierende Generalsekretär Kariuki Kania den Kandidaten Robert Waihenya als Nachfolger auf. Dieser wurde im Mai 2020 in das Amt gewählt. Im Juli 2020 starb der scheidende Generalsekretär Kania im Alter von 54 Jahren an den Folgen einer SARS-CoV-2-Infektion.

## Partnerschaften und Mitgliedschaften
Die Kirche unterhält ökumenische Partnerschaften mit der Church of Scotland, dem Schweizerischen Evangelischen Kirchenbund und den Presbyterianischen Kirchen in Kanada und in Irland. Sie ist Mitglied des Ökumenischen Rats der Kirchen und der Weltgemeinschaft Reformierter Kirchen.

## Vorwürfe von Misshandlungen in einem PCEA-Altersheim
Eine Undercover-Recherche der britischen Rundfunkanstalt BBC brachte im August 2023 zutage, dass in einem von der PCEA gegründeten Altersheim in der Nähe von Nairobi Bewohner von Pflegepersonal systematisch und vorsätzlich misshandelt wurden. Zwei Journalisten hatten sich als Mitarbeiter im PCEA Thogoto Care Home for the Aged einstellen lassen und 14 Wochen in dem Heim gearbeitet, wobei sie heimlich Filmaufnahmen machten. Diese belegten, dass das Pflegepersonal systematisch körperliche Misshandlungen anwendete, darunter Stockhiebe, um Bewohner zu bestrafen oder gefügig zu machen. Manchen Bewohnern wurde das Essen direkt auf den Tisch gekippt, anstatt in Geschirr serviert zu werden. Bewohnern, die nicht selbständig essen konnten, soll Hilfe bei der Nahrungsaufnahme verweigert worden sein. Die Aufnahmen enthielten auch Vorwürfe an die Heimleiterin, einem Bewohner medizinische Behandlung vorenthalten zu haben, obwohl dieser ihr dafür bereits Geld gegeben hatte, sowie Vorwürfe der Vorenthaltung von Nahrung gegenüber Bewohnern und der Unterschlagung gespendeter Lebensmittel in nennenswertem Umfang durch Mitarbeiter. Die Heimleiterin wies alle Vorwürfe zurück. Der für die Altenpflege zuständige Staatssekretär kündigte Kontrollen in privat geführten Altenpflegeeinrichtungen an.